# 富勒 (堪薩斯州)
富勒（英語：Fuller）為美國堪薩斯州克勞福德縣的非建制地區。

## 歷史
富勒位在密蘇里太平洋鐵路上，為一座礦區小鎮。
此社區境內的郵政局於1894年10月20日開設，期間持續營運直到1914年10月10日終止。